# 新党大地 (2012-)
新党大地（しんとうだいち）は、2011年に結成され翌2012年から活動していた日本の政党。2012年総選挙の結果、所属国会議員が5名以上いなくなったため政党要件を失った。以後は母体となった地域政党「新党大地」として国政にも参加している。通常の略称は設定しておらず、国会内での略称は大地であった。
2011年12月28日に、北海道で活動する地域政党の『新党大地』代表の鈴木宗男元衆議院議員を党首として、3名の衆議院議員と2名の参議院議員の国会議員計5名が国政進出を目指して設立した。新党大地副代表は「従来の地域政党新党大地はそのままの体制で継続」とする。
設立当初は大地・真民主党（だいち・しんみんしゅとう）という党名であったが、結党9日目の2012年（平成24年）1月5日に新党大地・真民主（しんとうだいち・しんみんしゅ）に党名変更した。
2012年11月28日、国政に関しても党名を新党大地に変更し、地域政党に合わせた。

## 党史

### 結党
2011年12月28日に、元民主党の松木謙公・石川知裕、新党大地の浅野貴博の計3名の衆議院議員と、元民主党の横峯良郎、無所属（会派は民主党・新緑風会所属。元新党日本）の平山誠の計2名の参議院議員、合わせて国会議員5名と、新党大地の代表で鈴木宗男事件の実刑判決による服役後、刑期満了の2013年4月の5ヶ月前である12月6日に仮釈放された鈴木宗男元衆議院議員によって東京都選挙管理委員会に新党「大地・真民主党」の設立を届け出た。
発足記者会見は2012年1月6日午後、札幌市内のホテルで行われた。国会議員を5名有しており、結党時から政党交付金の交付要件を満たし、2012年4月から政党交付金の受け取りを開始した。
新党大地時代は衆議院で民主党と統一会派を組み、閣外協力の関係にある与党であったが、新党大地・真民主は民主党から除籍されたメンバーが在籍していることを受け、衆議院における民主党との統一会派を解除された。しかし、国会での議席は与党側であり、結党時は与党とみなされていた。2012年4月20日に沖縄県那覇市に支部を設置し、4月28日に支部長に横峯良郎が就任した。

### 与党から野党へ
結党当時は与党と目されていたが、野田内閣が重要課題と位置づけた消費税増税方針には反対し、2012年8月に衆参両院で与党提出法案の消費税増税法案への反対したこと、衆議院で内閣不信任決議に3人中2人が欠席する中で1人が賛成したこと、参議院で与党出身の議長不信任決議に賛成したこと、参議院で首相問責決議に賛成したことなど、実質的に野党として活動するようになった。2012年11月10日、鈴木代表は「野田首相がTPP賛成方針を打ち出しており、民主党との協力はやるべきではないと思う」と述べ、民主党との選挙協力について否定的な見解を述べた。

### 第46回衆議院総選挙と政党要件喪失
2012年11月28日に新党大地・真民主から新党大地へ党名を変更した。
2012年12月の第46回衆議院議員総選挙では7人の候補者を北海道の小選挙区に擁立した。理念が近いことから嘉田由紀子滋賀県知事が党首を務める日本未来の党とは協力関係を結んだ。また、北海道内の2選挙区で自民党の候補者を応援することも表明した。
この総選挙では比例北海道ブロックで1議席を獲得、石川知裕が復活当選するも他の候補は落選、結果、国会議員は3人となり政党要件を喪失した。なお、比例北海道ブロックで獲得した票数は346,848票（得票率13.2%）で、自民、民主に次ぐ3位の得票数であった。
2012年12月28日、平山誠が離党した。2013年1月10日、参議院会派解散届出。横峯は会派に属さない議員となった。所属議員は衆参各1名（いずれも比例区）のみとなった。
2013年5月17日、陸山会事件の上告審裁判に専念するためとして、唯一の衆議院議員である石川知裕が衆議院議長宛に辞職願を提出し、5月21日の本会議で辞職が許可された。同年5月31日、中央選挙管理会が比例北海道ブロックで次点の鈴木貴子の繰上補充を決定し、6月3日に鈴木貴子は衆議院議員となった。
2013年7月21日の第23回参議院議員通常選挙に横峯は出馬せず、松木ら新党大地の候補者は全員落選した。そのため横峯の任期満了を以って参議院の議席を失った。これによって「大地・真民主党」結党以前の1人国会議員所属の地方政党時代の新党大地と同じようにみられるようになった。これ以降の党史は新党大地を参照。

## 党名
- 2011年12月28日 - 「大地・真民主党」として結党[1]。
- 2012年1月5日 - 「新党大地・真民主」に党名変更[7][23][24]。
- 2012年11月28日 - 「新党大地」に党名変更[4][9]。

## 政策

### 内政
- 党の基本理念として「自然との調和」「格差の是正」「公平公正」を掲げている。個別政策では貧困の根絶、立ち遅れた地方の振興など反新自由主義的な理念を持つ。
- 原子力撤廃、消費税増税の廃止、日本の環太平洋パートナーシップ協定（TPP）の交渉への参加反対を主張している。
- 検察庁が被疑者に行う取調べの全面可視化を主張している。

### 外交・国防
- 日米同盟は維持し深化すべきだが、基地負担は沖縄だけでなく日本全国で負うべきだという立場。アメリカ軍の海兵隊が使用する普天間飛行場は県外移設すべきだと主張している。
- 日米同盟を基軸としながら、特にロシアをはじめとする近隣諸国との地政学に基づいた協調共栄体制を構築すべきと主張している。
- 2012年5月3日、憲法記念日の談話として鈴木代表は

というコメントを発表している。

## 役職

### 役員
- 代表：鈴木宗男

## 党勢の推移

### 衆議院
| 選挙         | 当選/候補者 | 定数 | 備考 |
| ------------ | ----------- | ---- | ---- |
| （結党時）   | 3/-         | 480  |      |
| 第46回総選挙 | 1/7         | 480  |      |

### 参議院
| 選挙         | 当選/候補者 | 非改選 | 定数 | 備考               |
| ------------ | ----------- | ------ | ---- | ------------------ |
| （結党時）   | 2/-         | -      | 242  |                    |
| 2012/12/28-  | 1/-         | -      | 242  | 平山誠の離党による |
| 第23回参院選 | 0/11        | 0      | 242  |                    |

### 所属国会議員
衆議院（0名）
参議院（0名）

## 党の財政
新党大地は、2009年の衆院選マニフェストで政党助成金の廃止を明記していたが、「政党助成金廃止という私の意見は変わっていないが、鈴木宗男個人の私党ではなくなった。5人の議員と相談したところ民主主義はルールだ。その中でしっかりやるべきということで意志統一ができた」と述べて政党交付金を受け取ることを明言し、2012年4月に政党交付金を初めて受け取った。斡旋収賄罪、受託収賄罪、政治資金規正法違反、議院証言法違反（偽証罪）で有罪が確定して公民権を有しない者が党首の政党に政党交付金が支給されるのは異例である。新党大地の改名ではなく新党結党という形を取ったため、政党交付金は2009年衆院選の得票分は反映されず、国会議員5人分のみ反映している。
2012年10月分の政党交付金については「特例公債法案が通常国会で成立せず、地方自治体はじめ多くの関係機関に迷惑をかけている」として「この事態を真摯に受け止めず、安易に政党助成金の交付手続きをするのは国民に対する背信行為だ」として申請しなかった。